# Rattana Petch-Aporn
Rattana Petch-Aporn (thailändisch รัตนะ เพ็ชรอาภรณ์, * 15. Juli 1982 in Bangkok), auch als Na (thailändisch นะ) bekannt, ist ein thailändischer Fußballspieler.

## Karriere

### Verein
Seinen ersten Vertrag unterschrieb Rattana Petch-Aporn 2004 beim Zweitligisten Army United in Bangkok. Mit dem Verein wurde er Meister der Thai Premier League Division 1 und stieg somit in die erste Liga auf. 2009 wechselte er zum Ligakonkurrenten TOT SC, einem Verein, der ebenfalls in Bangkok beheimatet war. 2010 ging er nach Buriram und spielte für Buriram United. 2011 schloss er sich dem Zweitligisten Songkhla United FC aus Songkhla an. Am Ende der Saison wurde der Club Meister und stieg in die erste Liga auf. Nach dem Aufstieg ging er nach Ratchaburi, wo er bis 2015 109 Spiele in der ersten und zweiten Liga absolvierte. 2011 wurde er mit Ratchaburi Meister. 2016 spielte er für den Erstligisten Suphanburi FC aus Suphanburi. Der Drittligist Samut Sakhon FC aus Samut Sakhon nahm ihn 2017 unter Vertrag. In Samut spielte er nur die Hinserie, zur Rückserie wechselte er nach Bangkok zum Zweitligisten Air Force Central. 2018 unterschrieb er einen Vertrag beim Zweitligaaufsteiger MOF Customs United FC. Für den Bangkoker Verein spielte er bis Ende 2019.
Seite dem 1. Januar 2020 ist er vertrags- und vereinslos.

### Nationalmannschaft
2012 spielte Rattana Petch-Aporn dreimal in der thailändischen Nationalmannschaft.

## Erfolge

### Verein
Army United
- 2004 – Thai Premier League Division 1 – Meister  ▲

Songkhla United
- 2011 – Thai Premier League Division 1 – Meister  ▲

Ratchaburi Mitr Phol FC
- 2012 – Thai Premier League Division 1 – Meister  ▲